# حركية السن
حركية السن هو المصطلح الطبي للأسنان غير الثابتة.

## التصنيف
الحركية (حركية السن ) تصنف سريريا بواسطة الضغط بنهايات الأدوات المعدنية المستخدمة في طب الاسنان ومحاولة أرجحة السن برفق باتجاه شِدْقِيٌّ لِسانِيّ (أي باتجاه اللسان وعكسيا باتجاه الانسجة مرة أخرى). الا ان استخدام الاصابع وسيلة غير معول عليها بما أن الاصابع نفسها قابلة للضغط ولن تستطيع تمييز الفروقات الصغيرة في الحركة.:184. اتجاه محور الحركة قد يكون له أهمية في الضربات السنية. بحيث تكون الأسنان التي تتحرك في محور يقع في نصف طول الجذر قد يشير إلى جذر مكسور..:184
حركة الاسنان الطبيعية تكون جوالي 0.255 مم في الحالة الصحية(الطبيعية ) هذا لأن السن ليس ملتصقا بعظم الفكين ولكنه متصل بسِنْخُ السِّنّ بواسطة رِبَاطُ دَوَاعِمِ السِّنّ. هذه الحركة البسيطة من أجل التعامل مع قوى المضغ بدون الاضرار بالاسنان:55. والاسنان اللبنية (تسنين السواقط) كذلك تكون أكثر أرجحة بسكل طبيعي قبيل زوالها 197. هذا يحدث بسبب التاكل المتدرج للجذور الذي يتم تحفيزه بواسطة الاسنان الدائمة التي في طور النمو تحت الاسنان اللبنية.
حركية الاسنان الغريبة، غير طبيعية تحدث عندما يقل ارتكاز رِبَاطُ دَوَاعِمِ السِّن بالسن نفسه (فقدان الارتكاز، انظر الرسم البياني) أو إذا التهب رِبَاطُ دَوَاعِمِ السِّن نفسه:220. بشكل عام، درجة الحركية تتناسب عكسيا مع مقدار كمية العظم ورباط نواعم السن المتبقي.
الرسم البياني غير موجود
تصنيف حركية الاسنان بواسطة S.D Miller:
الدرجة 1 أقل من 1 مم (أفقيا)
الدرجة 2أكثر من 1 مم (أفقيا)
الدرجة 3 أكثر من 1 مم (حركية عمودية وأفقية)

## الأسباب

### فقدان ارتكاز السن
- حيث أن أكثر الأسباب شيوعا هو مرض متعلق بدواعم السن (مرض في اللثة). حيث يكون بدون ألم، بطيئا في التقدم وخسارة دعم العظم حول الاسنان. يزداد سوءا بواسطة التدخين أما العلاج فهو بواسطة تحسين نظافة الفم في الجزء الواقع فوق وتحت مستوى اللثة.
- خراج السن قد يسبب ذوبان العظم وبالتالي فقدان ارتكاز السن. اعتمادا على نوع خراج السن، وفقدان ارتكاز السن قد يمكن استعادته بمجرد معالجة الخراج والا فقد يكون فقدان الارتكاز دائما.
- هناك عوامل أخرى قد تسبب قفدانا دائما أو مؤقتا لارتكاز السن وبالتالي زيادة حركية السن. من الأمثلة على ذلك كَثْرَةُ المُنْسِجاتِ الإِكْسِيَّة.[2]:35

### زيادة القوى المؤثرة على السن
- صَريفُ الأَسْنان (طحن الاسنان بشكل غير طبيعي) قد يزيد من فقدان الارتكاز و حركية السن في حالة وجود مرض بدواعم السن[2]:8. في العادة، فان زيادة حركية الاسنان هي عملية عكسية ويستطيع السن ان يرجع إلى درجة حركيته الطبيعية بمجرد زوال صريف الاسنان.
- الضربات السنية، خلخلة الاسنان وكسور الجذر قد تتسبب بحركية مفاجئة للسن والتي تحدث بعد ضربة سنية ما.

الضربات السنية قد تكون منعزلة أو متصلة بضربات في الوجه.
- زيادة قوة الاطباق على سن ما قد يسبب زيادة مؤقتة في حركية ذلك السن تزول بمجرد تصحيح السبب. وضع حشوة جديدة

أو تلبيسة تكون عالية أعشار المليمتر عند المضغ هو مثال شائع على ما قيل. هذا سيسبب بعد عدة أيام وجعا في رباط نوعم السن في ذاك السن أو السن المعاكس له.

## التدبير الطبي
يعتمد علاج حركية الأسنان على المسببات ومدى حركة السن، إذ يجب معالجة سبب الحركة للحصول على نتيجة العلاج المثلى. على سبيل المثال معالجة اللثة بفتح الخراج أو القلع أو معالجة الالتهاب إذا كانت حركة الأسنان مرتبطة بالتهاب دواعم الأسنان.
تعديل الإطباق
هي عملية تعديل الأسطح الإطباقية للأسنان من خلال الطحن لمعالجة الإطباق غير المتناسق بين الأسنان العلوية والسفلية. يُعتمد تعديل الأطباق عندما تكون حركية الأسنان مترافقة مع اتساع الروابط اللثوية الداعمة للسن فقط ولن تنجح التعديلات الإطباقية إذا كانت الحركة ناتجة عن مسببات أخرى مثل التهاب اللثة أو زوال الأربطة اللثوية.
إسناد السن
يعتبر إسناد السن نوع من أنواع الإدارة الطبية لحركية السن الناتجة عن التهاب اللثة عن طريق زيادة ثباتيتها بالاستناد على الأسنان المجاورة. العيب الوحيد في هذه الطريقة هو تجمع اللويحات السنية وصعوبة إزالتها ما يسبب أمراض اللثة.

### أنواع إسناد السن
توجد أنواع كثيرة من تقنيات إسناد السن وتُصنف بحسب المواد وموقع الأسنان وطول عمر الإسناد والمرونة في تركيبها:
المواد
- الراتنج لوحده.
- الراتنج مع معدن مرن أو نايلون.
- دعامات تقويم الأسنان.

المرونة
- مرن.
- شبه صلب.
- صلب.

يعتمد استخدام كل نوع من الأنواع على مدى حركة السن، وبشكل عام يُفضل الإسناد المرن غير الصلب لأنه يسمح بدرجة معينة من الحركة وبالتالي قلل من مخاطر ارتشاف العظم ويسمح بحرية شفاء ألياف الأربطة اللثوية ومع ذلك فإن الإسناد الصلب مطلوب في حالات كسر العظم السنخي.
تختلف وسائل إسناد السن باختلاف أقطار الأسلاك ووزنها إذ تُصنع الجبائر المرنة من أسلاك ذات قطر قليل بينما تُصنع الجبائر الصلبة من أسلاك ذات قطر أكبر، بالإضافة إلى لف الأسلاك بطريقة تشبه الشبكة لجعلها أكثر صلابة.
تُقسم أنواع تقنيات إسناد السن إلى ثلاث مجموعات حسب فترتها الزمنية والغرض منها إلى:
1. الإسناد السني المؤقت: هي الإسنادات التي تستخدم لفترة قليلة لا تتجاوز ستة أشهر لعلاج دواعم السن، لا يحتاج هذا النوع من الإسنادات إلى إسناد دائمي آخر بعد انقضاء فترة العلاج. تأتي الإسنادات السنية المؤقتة على شكلين أحدهما خارج التاج يرتبط مع طبقة الميناء والآخر داخل التاج ينحصر في قنوات ويُلصق بالإسمنت السني.
2. الإسناد السني المؤقت لغرض التشخيص: هي الإسنادات التي تُستخدم لفترة طويلة لكنها مؤقتة ويمكن أن يغيرها طبيب الأسنان بمجرد إكمال تشخيص الحالة مثل حماء الأسنان الليلي.
3. الإسناد السني الدائمي: تُستخدم هذه الإسنادات طوال الوقت ويمكن أن تكون ثابتة أو متحركة، على سبيل المثال يُغلف السن بتركيب سني مثل التاج ثم يُلصق مع السن المحاور ليتحدان معًا مثل الطقم الجزئي.

والتقسيم النهائي يعتمد على موقع الأسنان:
1. الإسناد السني خارج التاج: يرتبط مع طبقة الميناء لعدة أسنان باستخام أسلاك التثبيت.
2. الإسناد السني داخل التاج: يوضع الإسناد السني داخل قناة يحفرها طبيب الأسنان في تاج المريض ثم يُلصق بواسطة الإسمنت السني، هذا يعني أن الإسناد السني داخل التاج غير مرئي وأفضل من الناحية الجمالية.

### الإدارة الطبية للصدمات الإطباقية المرتبطة مع أمراض دواعم الأسنان
تحدث الصدمات الإطباقية عندما تُسلط قوة كبيرة على السطح الإطباقي للأسنان، وإذا كانت الحالة مصاحبة لأمراض اللثة فستسبب رض لا رجعة فيه. ينصح أطباء الأسنان بفحص الإطباق السني إذا كانت الأسنان بازغة بشكل كبير بسبب أمراض دواعم الأسنان.